# Bryconamericus iheringii
O lambari (nome científico: Bryconamericus iheringii, antiga nomenclatura: Tetragonopterus iheringii) é uma espécie de peixe da família Characidae, podendo ser encontrada na América do Sul. Habita exclusivamente rios e lagos de água doce, com pH entre 6,5 e 7,5, e temperatura entre 18 e 23°C. Pode ser considerado um peixe demersal, medindo aproximadamente 11,4 centímetros e pesando 22,4 gramas. Não apresenta risco pro ser humano.